# Claus Berg
Claus Berg (* 1475 in Lübeck; † um 1535 wohl in Güstrow) war ein am Anfang des 16. Jahrhunderts tätiger niederdeutscher Bildschnitzer der Spätgotik, der zunächst in Lübeck und später in Odense in Dänemark tätig war.

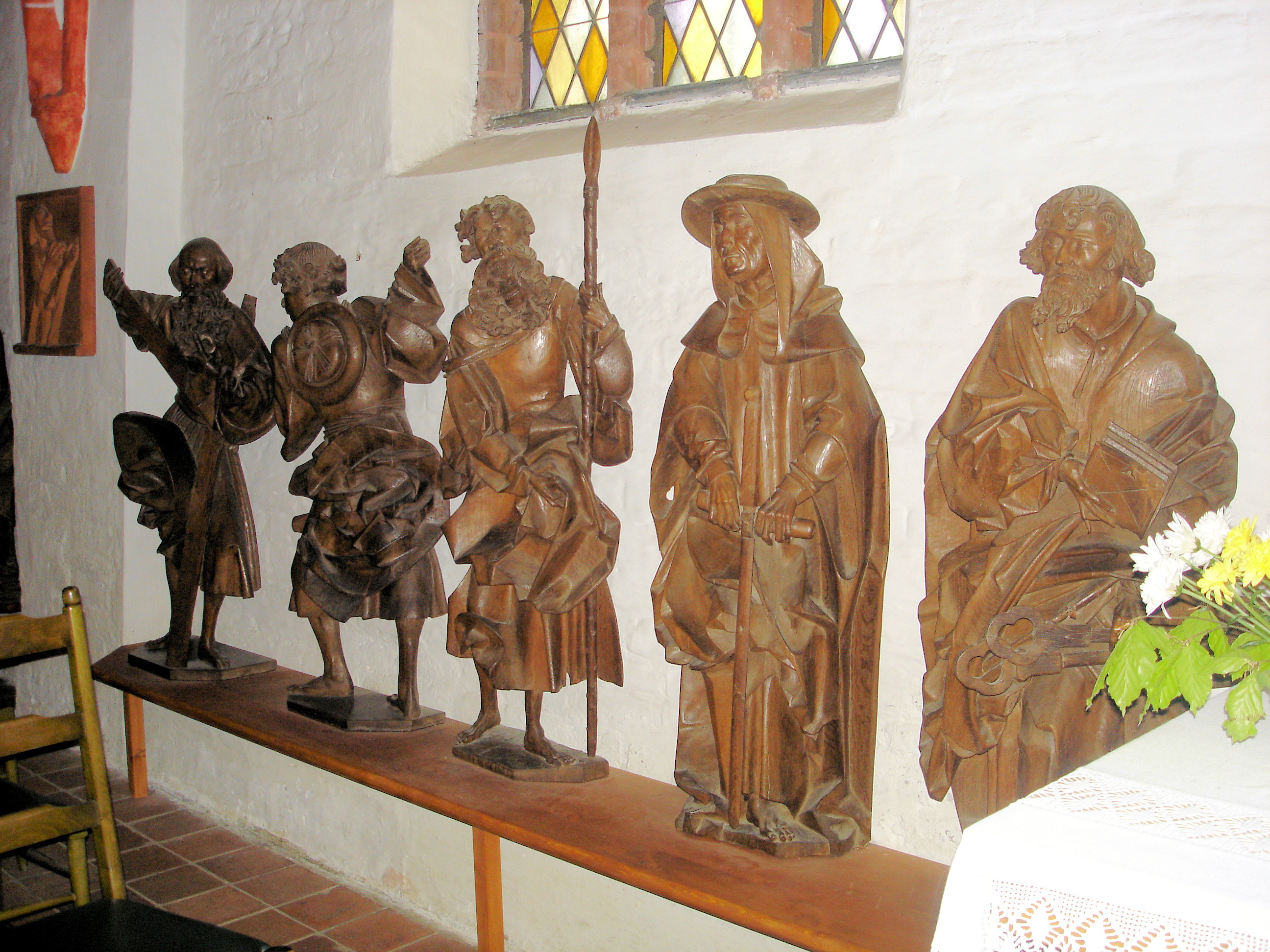
Teil der Apostelgruppe im Güstrower Dom

## Leben
Es existieren Quellen, die einen Claus Berg als in Lübeck ansässig nennen, der spätestens ab 1507 Bürger im dänischen Odense gewesen ist. In den Rechnungen der dänischen Königin Christina wird ein „Claus Maler“ erwähnt, der laut Auskunft jüngerer Lehnsbücher König Friedrichs II. mit einem Haus in der Overgade in Odense belehnt wurde. In der Forschung wird die Lübecker Person Claus Berg mit dem auch in Dänemark tätigen Handwerker identifiziert.
Claus Berg, vermutlich aus Lübecker Familie stammend, wird um 1475 geboren worden sein, da eine Quelle aus dem Jahr 1499 sein Alter mit „vorvundetwintich jar“ angibt. Sein Vater Jacob Berg, ein Schuster, stirbt 1482. Claus und sein Bruder sind in den folgenden Jahren an mehreren Hausübereignungen im Lübecker Stadtgebiet beteiligt. Über die Lehrjahre gibt es keinen Hinweis, sodass Aussagen über die künstlerische Herkunft Bergs nur eingeschränkt aus Stilzusammenhängen mit anderen Werkstätten getroffen werden können. 1507 wird Claus Berg bei Antritt eines Erbes in Lübeck als Bürger von Odense bezeichnet. Berg folgte also, angeblich zusammen mit 12 Gesellen, dem Ruf der in Odense residierenden dänischen Königinmutter, der Witwe von König Hans von Dänemark. Der dort genannte „Claus Maler“ findet nämlich 1508 und 1510 Erwähnung in dänischen Rechnungen: Er soll eine Tür anfertigen und Wappen von einem Wagen bemalen. Die Berufsbezeichnung Maler muss dabei nicht irritieren, sind solche Bezeichnungen, wie auch „snitker“, zumeist nur eine Zuweisung zu künstlerischen Gewerken. In diesem Fall ist Berg als Verantwortlicher und Koordinator der Ausstattungsvorhaben zu sehen.
Aus der dänischen Werkstatt von Berg stammt der große, spätgotische Flügelaltar für die Kirche der Franziskaner (OFM) in Odense, die Grablege der dänischen Könige. Das Retabel wurde 1805 zunächst in die Marienkirche verkauft und steht seit 1885 im Dom St. Knud. Es ist rund 6 Meter breit und über 4,5 Meter hoch.
1532 erhält ein „Claus Snidekker“ einen dänischen Pass, was auf eine Ausreise zu diesem Zeitpunkt hindeuten könnte. Ab den 1530er Jahren entstehen stilistisch nahestehende Werke in Mecklenburg, unter anderem die Apostelfiguren im Güstrower Dom, sodass davon ausgegangen werden kann, dass Berg und einige seiner Nachfolger sich in dieser Region niedergelassen haben.
Bergs Sohn Frants (* 1505; † 1591) wurde 1548 Bischof von Oslo, sein Enkel Claus Berg gab eine Beschreibung des Werdegangs.

## Zuschreibungen an die Berg-Werkstatt
- Stehende Muttergottes aus dem Heiligen-Geist-Hospital, heute im St.-Annen-Kloster Lübeck (Inv. Nr. 42), vor 1504[8]
- Gedenktafel für Prinz Frans aus der Franziskanerkirche Odense, heute St. Knuds in Odense, kurz nach 1511[9]
- Kreuzigungsretabel mit Malereien von Ehrhard Altdorfer,[10] Bregninge, kurz nach 1513[11]
- Hochaltarretabel aus der Franziskanerkirche Odense, heute St. Knuds in Odense, zwischen 1514 und 1523[12]
- Fünf Wappen aus dem Chorgestühl der Franziskanerkirche in Odense, heute Nationalmuseum Kopenhagen (Inv. Nr. D30/1997, D31/1997, D32/1997, 10513, D33/1997), um 1515[13]
- Epitaph für König Johann I. aus der Franziskanerkirche Odense, heute St. Knuds in Odense, um 1515[14]
- Triumphkreuzgruppe in Hellerup, um 1515–20[15]
- Heiliger Nikolaus aus der Kirche in Nørre Broby, heute Nationalmuseum Kopenhagen (Inv. Nr. 11404e), um 1515–20[16]
- Heiliger Laurentius, Kirche in Nørre Broby, um 1515–20[17]
- Predella des Hochaltarretabels mit Sippendarstellung, Kirche in Nørre Broby, um 1515–20[18]
- Kreuzigungsretabel in Sanderum, um 1515–20[19]
- Triumphkreuzgruppe aus der Kirche von Kloster Holme, um 1515–20
  - Kreuz, heute in der Pfarrkirche Brahetrolleborg auf Fünen[20]
  - Kruzifixus, heute in Fjenneslev[21]
  - Assistenzen, heute in Vester Tirsted[22]
- Christus im Elend, Klosterkirche Løgumkloster, um 1515–25[23]
- Triumphkreuz, Bjerreby, um 1520[24]
- Relief einer Marienkrönung, Nationalmuseum Kopenhagen (Inv. Nr. 11360), um 1520[25]
- Kreuzigungsretabel in Hornslet, um 1520[26]
- Triumphkreuzgruppe, Asperup, um 1520[27]
- Fragment des rechten Retabelaußenflügels aus der Pfarrkirche in Tirstrup, heute Nationalmuseum Kopenhagen (Inv. Nr. D 9773), 1522[28]
- Stehende Madonna, Pfarrkirche in Sandager, um 1520–25[29]
- Triumphkreuz, Skamby, um 1520–25[30]
- Triumphkreuz, Klosterkirche Sorø, 1527[31]
- Apostel im Güstrower Dom, um 1530[32][33]
- Zweiflügelaltar, St.-Willehad-Kirche in Leck (Nordfriesland), um 1530
- Marienkrönungsretabel in der Marienkirche in Wittstock/Dosse, um 1530[34]
- Epitaph für Bischof Ivar Munk, Dom in Ribe, um 1530–35[35]
- Marienretabel der Dorfkirche Zehna, um 1535[36]
- Marienretabel in der Dorfkirche Lancken, Schreinfiguren mit reichem Rankenschnitzwerk, um 1535[37]

Das früher Berg zugeschriebene Retabel der Georgsbruderschaft aus der Maria-Magdalenenkirche (Burgkirche) mit der heiligen Sippe als Mittelstück (um 1510–15, heute im St.-Annen-Kloster in Lübeck) wurde zuletzt als Werk eines unbekannten Meisters süddeutscher Ausbildung angesehen. Das Altarretabel in der Kirche in Eixen wurde mit dem Meister der Rosenkranzaltäre in Verbindung gebracht.

## Galerie

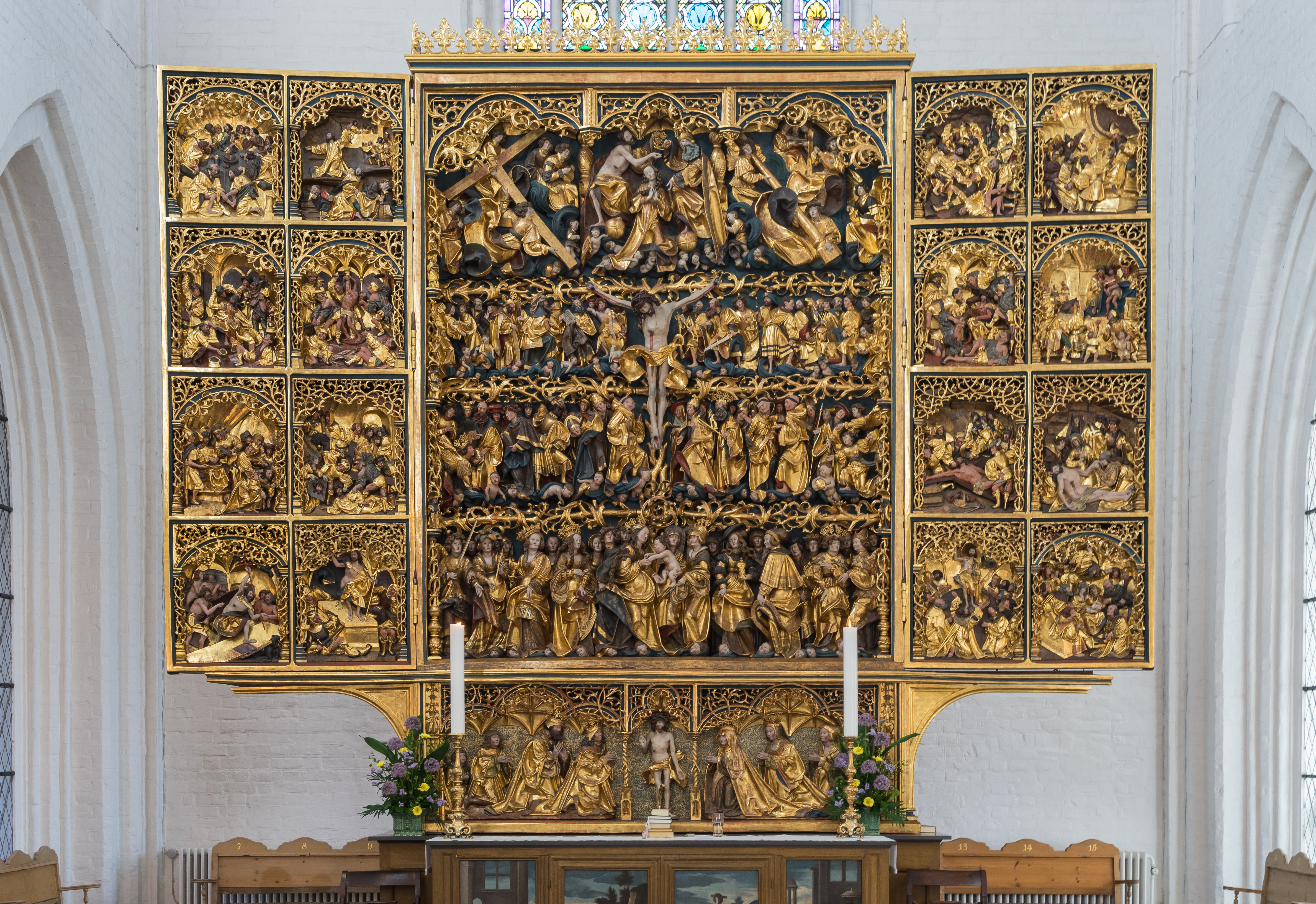
Bergs Hochaltar im Dom St. Knud in Odense
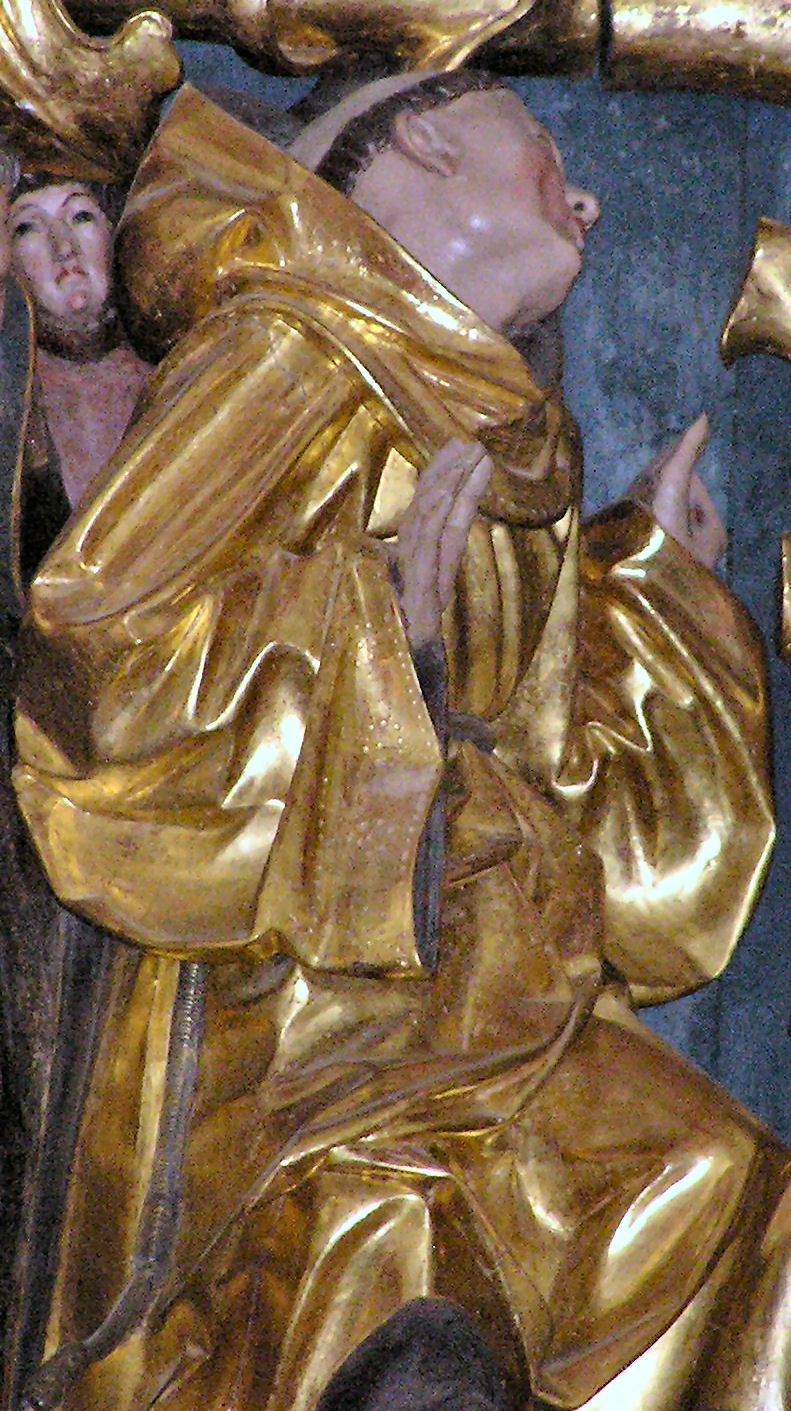
Figur des Jakob der Däne als Detail im Dom St. Knud
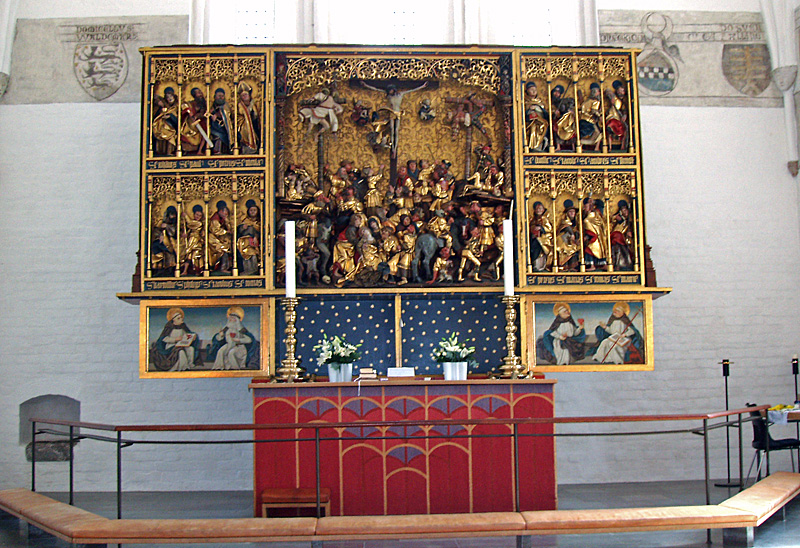
Bergs Altar in der Marienkirche in Århus
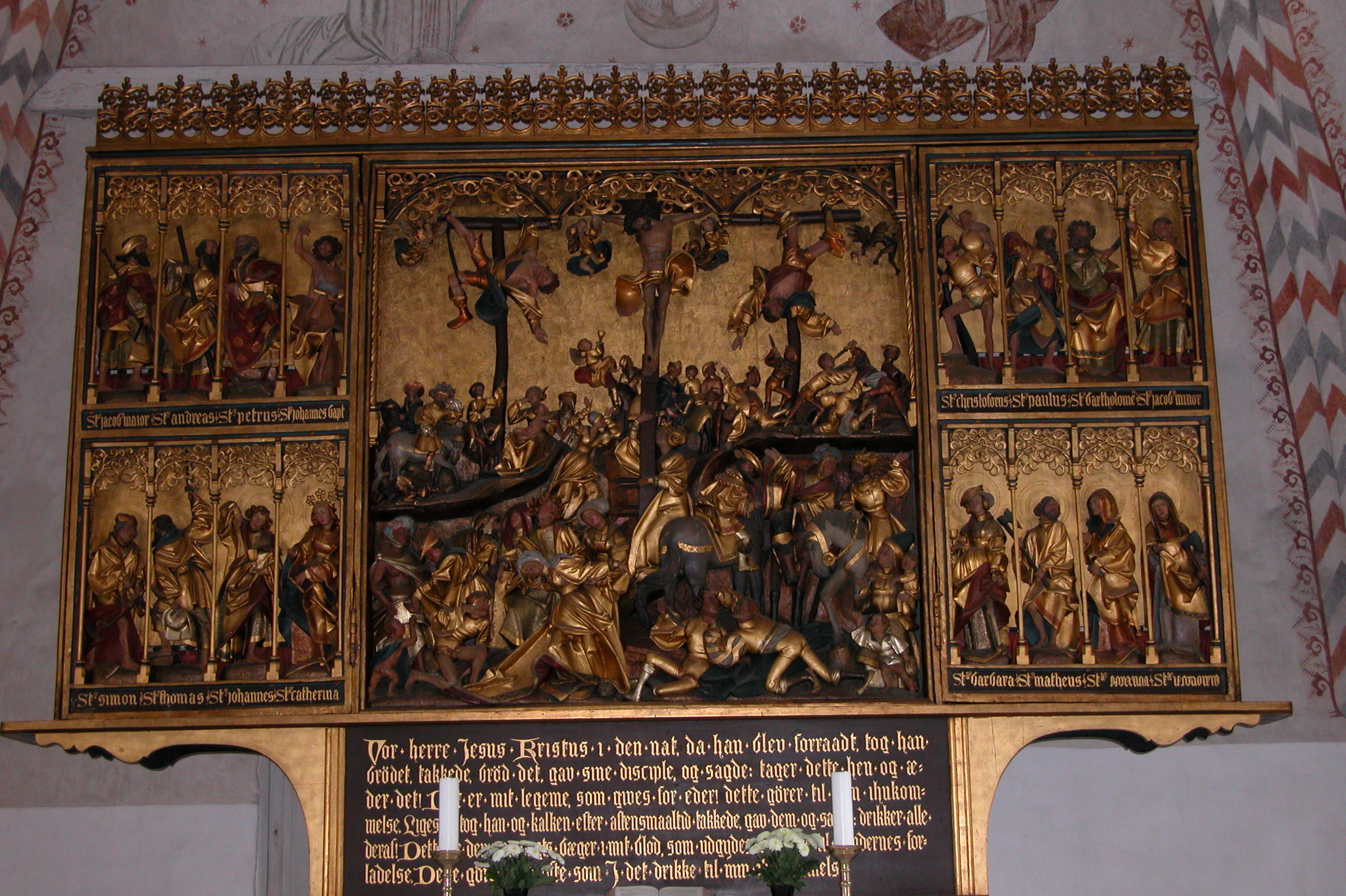
Bergs Altar in Bregninge Kirke, Ærø
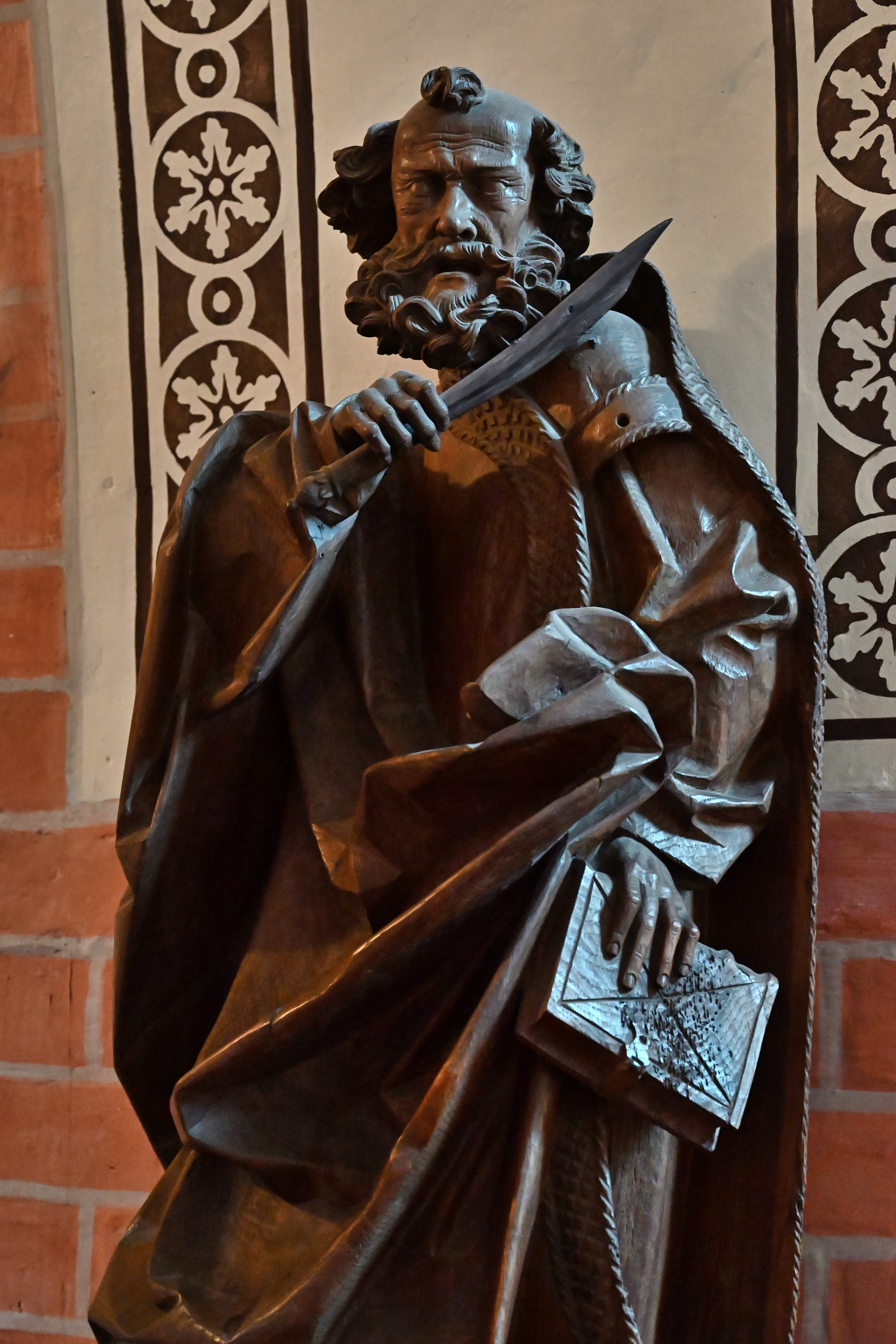
Bartholomäus mit dem Messer (Dom zu Güstrow)
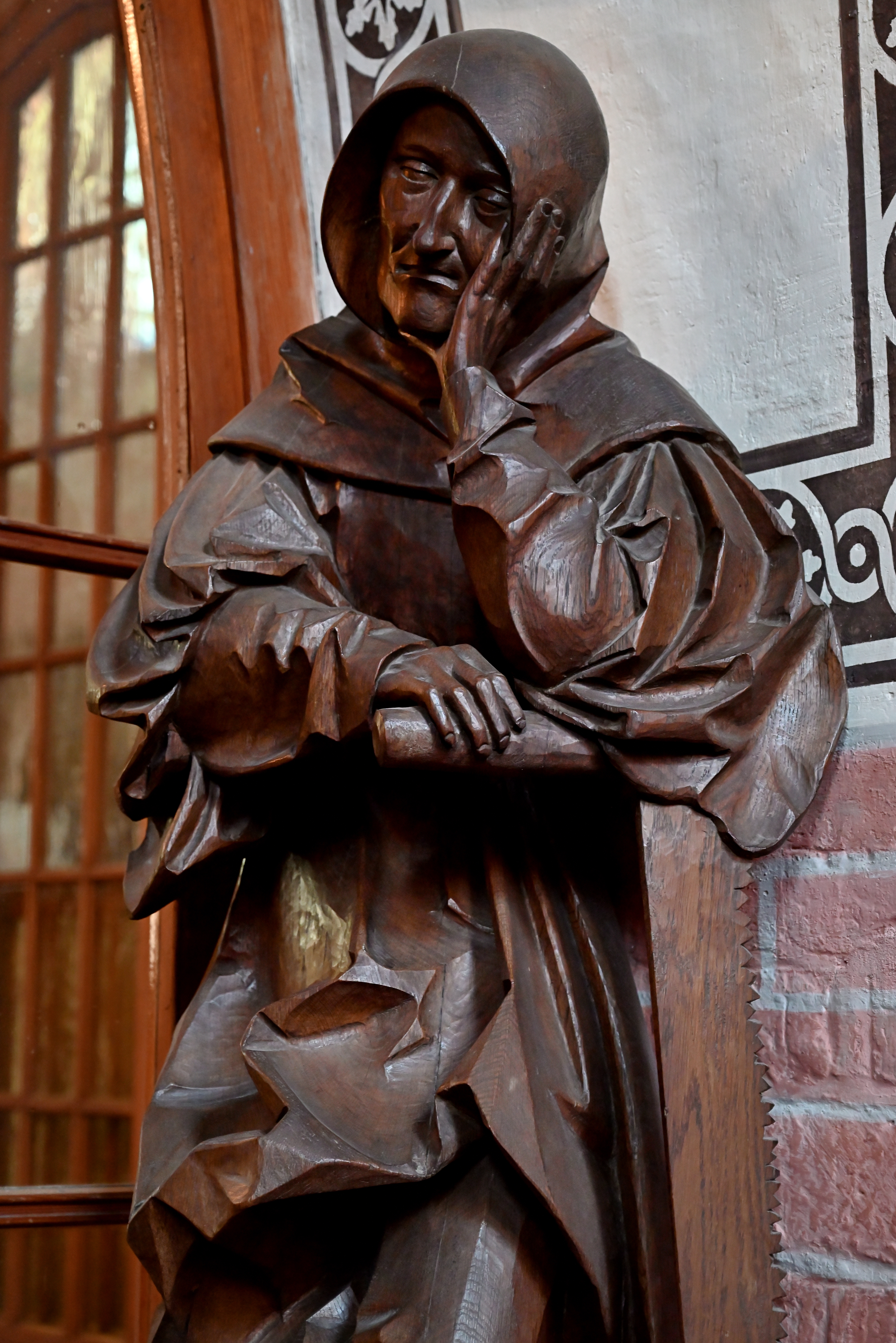
Simon mit der Säge (Dom zu Güstrow)